# Arcidiocesi di Birmingham

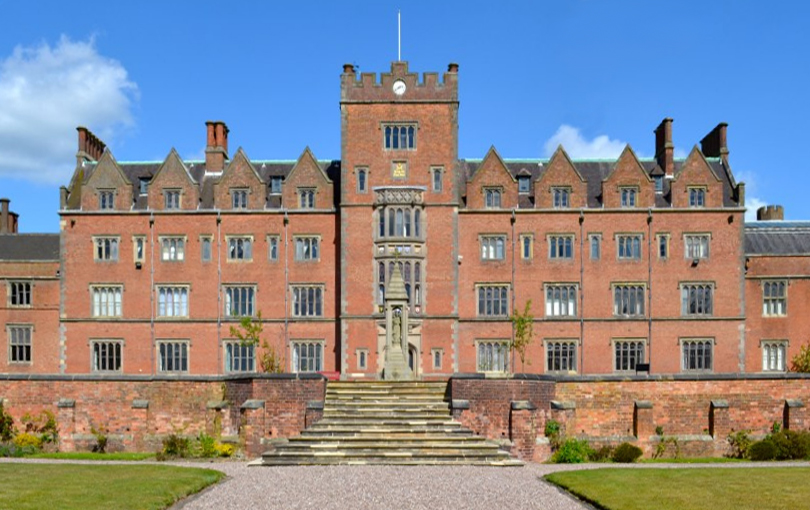
Il St Mary's College di Oscott, nell'area metropolitana di Birmingham.

L'arcidiocesi di Birmingham (in latino Archidioecesis Birminghamiensis) è una sede metropolitana della Chiesa cattolica in Inghilterra. Nel 2022 contava 458.900 battezzati su 5.145.000 abitanti. È retta dall'arcivescovo Bernard Longley.

## Territorio
L'arcidiocesi si estende su una superficie di 9.936 km² nelle contee di Oxfordshire, Staffordshire, West Midlands, Warwickshire e Worcestershire.
Sede arcivescovile è la città di Birmingham, dove si trova la cattedrale di San Chad.
Il territorio è suddiviso in 226 parrocchie, raggruppate in 18 decanati: Banbury, Birmingham cattedrale, Birmingham est, Birmingham nord, Birmingham sud, Coventry, Dudley, Kidderminster, Lichfield, North Staffordshire, Oxford nord, Oxford sud, Rugby, Stafford, Walsall, Warwick, Wolverhampton e Worcester.

### Provincia ecclesiastica
La provincia ecclesiastica di Birmingham, istituita nel 1911, si estende nella parte orientale dell'Inghilterra e comprende due suffraganee:
- la diocesi di Clifton, eretta come vicariato apostolico del Distretto occidentale nel 1688, elevato a diocesi nel 1850;
- la diocesi di Shrewsbury, eretta nel 1850.

## Storia
Il vicariato apostolico del Distretto delle Midlands fu eretto il 30 gennaio 1688 con la bolla Super cathedram di papa Innocenzo XI, ricavandone il territorio dal vicariato apostolico d'Inghilterra, che contestualmente assunse il nome di vicariato apostolico del Distretto di Londra (oggi arcidiocesi di Westminster).
Il 3 luglio 1840 cedette una porzione del suo territorio a vantaggio dell'erezione del vicariato apostolico del Distretto orientale (oggi diocesi di Northampton) e nel contempo assunse il nome di vicariato apostolico del Distretto centrale.
La cattedrale di San Chad fu terminata il 21 giugno 1840 durante il mandato del vicario apostolico Thomas Walsh.
La sede del vicario apostolico era la città di Wolverhampton. Il distretto di estendeva sulle contee di Derbyshire, Nottinghamshire, Staffordshire, Leicestershire, Warwickshire, Worcestershire, Oxfordshire e Shropshire. Importante istituzione del vicariato apostolico era il St Mary's College di Oscott, che funse da seminario.
Dal 1847 si stabilì a Birmingham, nell'oratorio di Edgbaston, John Henry Newman, che divenne cardinale nel 1879.
Il 29 settembre 1850, con il breve Universalis Ecclesiae di papa Pio IX, fu restaurata la gerarchia cattolica in Inghilterra e Galles e furono istituite le diocesi cattoliche in sostituzione dei vicariati apostolici. Il vicariato apostolico del Distretto centrale fu smembrato e le contee di Staffordshire, Warwickshire, Worcestershire e Oxfordshire costituirono il territorio della nuova diocesi di Birmingham, suffraganea dell'arcidiocesi di Westminster. Il Nottinghamshire, il Derbyshire e il Leicestershire furono inclusi nella diocesi di Nottingham, mentre lo Shropshire entrò a far parte della nuova diocesi di Shrewsbury.
Il vescovo William Bernard Ullathorne trasferì la propria sede a Birmingham, dove fu eretta a cattedrale la chiesa di San Chad, che era già considerata la chiesa più importante del Distretto centrale fin dalla sua consacrazione nel 1841. Il 24 giugno 1852 fu istituito il capitolo della cattedrale, che consiste di un prevosto e dieci canonici, a cui successivamente furono aggiunti tre canonici onorari.
Il 9 e il 10 novembre fu celebrato il primo sinodo diocesano. Fino al 1906 seguirono a questo altri tredici sinodi diocesani.
Il 28 ottobre 1911 fu elevata al rango di arcidiocesi metropolitana con la bolla Si qua est di papa Pio X.
Papa Giovanni Paolo II ha visitato l'arcidiocesi di Birmingham nel maggio 1982. In occasione del suo viaggio in Inghilterra, papa Benedetto XVI ha reso visita all'arcidiocesi il 19 settembre 2010, celebrandovi la Messa per la beatificazione del cardinale John Henry Newman.

## Cronotassi degli arcivescovi
Si omettono i periodi di sede vacante non superiori ai 2 anni o non storicamente accertati.

### Vicari apostolici del Distretto delle Midlands poi del Distretto centrale
- Bonaventure Giffard † (25 novembre 1687 - 14 marzo 1703 nominato vicario apostolico del Distretto di Londra)
- George Witham † (12 agosto 1702 - 6 aprile 1716 nominato vicario apostolico del Distretto settentrionale)
- John Talbot Stonor † (18 settembre 1715 - 29 marzo 1756 deceduto)
- John Joseph Hornyold † (29 marzo 1756 succeduto - 26 dicembre 1778 deceduto)
- Thomas Joseph Talbot † (26 dicembre 1778 succeduto - 24 aprile 1795 deceduto)
- Charles Berington † (24 aprile 1795 succeduto - 8 giugno 1798 deceduto)
  - Sede vacante (1798-1800)
- Gregory Stapleton † (7 novembre 1800  - 23 maggio 1802 deceduto)
- John Milner † (6 marzo 1803  - 19 aprile 1826 deceduto)
- Thomas Walsh † (19 aprile 1826 succeduto - 17 luglio 1848 nominato vicario apostolico del Distretto di Londra)
- William Bernard Ullathorne, O.S.B. † (28 luglio 1848 - 29 settembre 1850 nominato vescovo di Birmingham)

### Vescovi e arcivescovi di Birmingham
- William Bernard Ullathorne, O.S.B. † (29 settembre 1850 - gennaio 1888 dimesso[7])
- Edward Illsley † (17 febbraio 1888 - 15 gennaio 1921 dimesso[8])
- John McIntyre † (16 giugno 1921 - 17 novembre 1928 dimesso[9])
- Thomas Leighton Williams † (23 giugno 1929 - 1º aprile 1946 deceduto)
- Joseph Masterson † (8 febbraio 1947 - 30 novembre 1953 deceduto)
- Francis Joseph Grimshaw † (11 maggio 1954 - 22 marzo 1965 deceduto)
- George Patrick Dwyer † (5 ottobre 1965 - 1º settembre 1981 ritirato)
- Maurice Noël Léon Couve de Murville † (22 gennaio 1982 - 12 giugno 1999 dimesso)
- Vincent Gerard Nichols (15 febbraio 2000 - 3 aprile 2009 nominato arcivescovo di Westminster)
- Bernard Longley, dal 1º ottobre 2009

## Statistiche
L'arcidiocesi nel 2022 su una popolazione di 5.145.000 persone contava 458.900 battezzati, corrispondenti all'8,9% del totale.
| anno | popolazione | popolazione | popolazione | presbiteri | presbiteri | presbiteri | presbiteri                | diaconi | religiosi | religiosi | parrocchie |
| anno | battezzati  | totale      | %           | numero     | secolari   | regolari   | battezzati per presbitero | diaconi | uomini    | donne     | parrocchie |
| ---- | ----------- | ----------- | ----------- | ---------- | ---------- | ---------- | ------------------------- | ------- | --------- | --------- | ---------- |
| 1950 | 239.947     | 3.595.712   | 6,7         | 591        | 330        | 261        | 406                       |         | 308       | 1.150     | 220        |
| 1959 | 262.669     | 4.280.725   | 6,1         | 604        | 391        | 213        | 434                       |         | 320       | 1.150     | 207        |
| 1970 | 328.918     | 4.959.340   | 6,6         | 636        | 390        | 246        | 517                       |         | 322       | 1.395     | 228        |
| 1980 | 361.483     | 5.078.220   | 7,1         | 514        | 333        | 181        | 703                       |         | 206       | 1.139     | 231        |
| 1990 | 318.658     | 5.173.000   | 6,2         | 449        | 301        | 148        | 709                       | 7       | 223       | 1.200     | 232        |
| 1999 | 291.800     | 5.323.390   | 5,5         | 464        | 317        | 147        | 628                       | 45      | 301       | 762       | 228        |
| 2000 | 296.126     | 5.353.390   | 5,5         | 449        | 300        | 149        | 659                       | 50      | 303       | 759       | 227        |
| 2001 | 287.658     | 5.235.658   | 5,5         | 416        | 265        | 151        | 691                       | 58      | 305       | 540       | 225        |
| 2002 | 285.956     | 5.235.381   | 5,5         | 432        | 281        | 151        | 661                       | 61      | 231       | 520       | 225        |
| 2003 | 288.197     | 5.236.412   | 5,5         | 423        | 273        | 150        | 681                       | 68      | 240       | 525       | 225        |
| 2004 | 286.500     | 5.245.000   | 5,5         | 425        | 273        | 152        | 674                       | 72      | 240       | 521       | 218        |
| 2006 | 287.660     | 5.267.308   | 5,5         | 273        | 260        |            | 1.106                     | 80      | 101       | 521       | 213        |
| 2012 | 286.700     | 5.455.000   | 5,3         | 354        | 248        | 106        | 809                       | 81      | 179       | 521       | 224        |
| 2013 | 438.675     | 4.945.600   | 8,9         | 360        | 273        | 87         | 1.218                     | 84      | 172       | 235       | 222        |
| 2015 | 443.300     | 4.992.600   | 8,9         | 408        | 273        | 132        | 1.086                     | 91      | 228       | 235       | 225        |
| 2018 | 448.440     | 5.035.205   | 8,9         | 422        | 250        | 172        | 1.062                     | 93      | 277       | 236       | 223        |
| 2020 | 453.820     | 5.095.400   | 8,9         | 409        | 247        | 162        | 1.109                     | 96      | 270       | 210       | 226        |
| 2022 | 458.900     | 5.145.000   | 8,9         | 411        | 250        | 161        | 1.116                     | 93      | 269       | 215       | 226        |